# Zagon ziemi

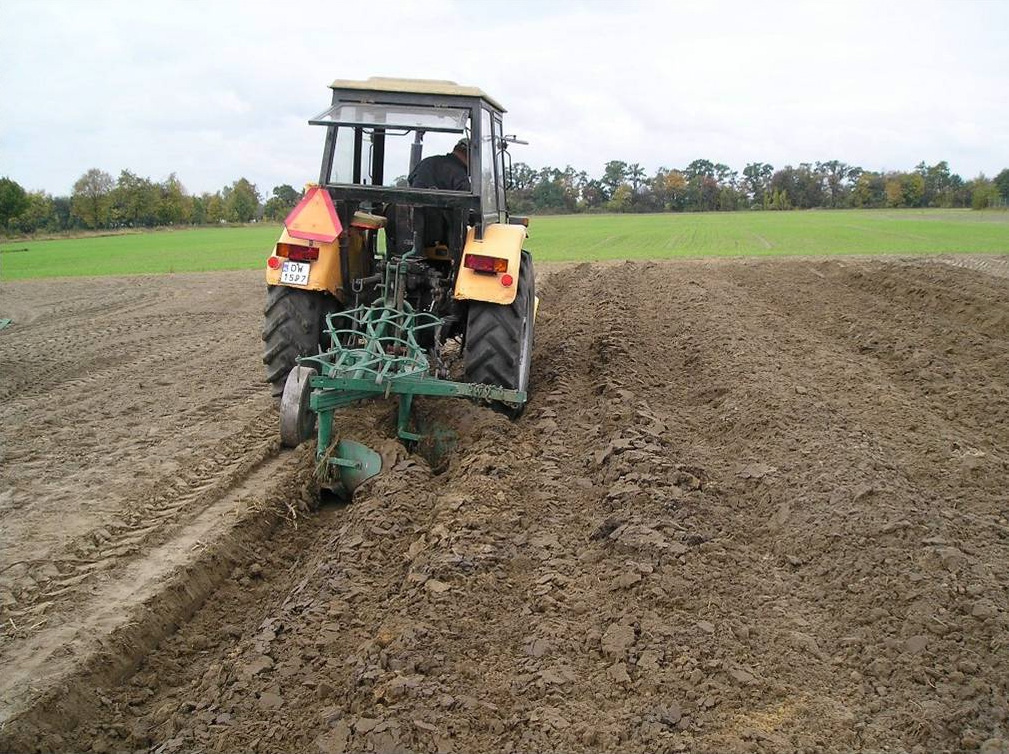
Zagony ziemi zaorane pługiem

Zagon ziemi – pas zaoranej ziemi, składający się z mniejszej lub większej liczby dołożonych do siebie skib ograniczony bruzdami. Wyróżnia się: zagon wąski - od 4 do 12 skib, oraz zagon szeroki - co najmniej 24 skiby. W dawnej polszczyźnie pas ziemi mający wielkość 12 zagonów (stajanie) określany był jako płosa. 